# Гловер, Виктор Джером
Гловер Виктор Джером (англ.  Victor Jerome Glover ; род. 30 апреля 1976 года, Помона, штат Калифорния, США) — американский астронавт, лётчик-испытатель, коммандер ВМС.
16 ноября 2020 года стартовал со стартового комплекса LC-39A Космического центра NASA имени Кеннеди на американском частном многоразовом космическом корабле Dragon V2 к МКС по программе основных космических экспедиций МКС-64/65. 2 мая 2021 года в 09:57 МСК капсула с экипажем корабля успешно приводнилась в Мексиканском заливе недалеко от города Панама-Сити (штат Флорида). В апреле 2023 года включён в состав экипажа миссии «Artemis 2» для полёта на Луну.

## Ранние годы, образование
Виктор Джером Гловер родился 30 апреля 1976 года в городе Помона, штат Калифорния.
В 1994 году, после окончания средней школы высшей ступени в городе Онтэрио, поступил в Калифорнийский Политехнический университет, который окончил в 1999 году и получил степень бакалавра наук по общему машиностроению.

## Военная служба

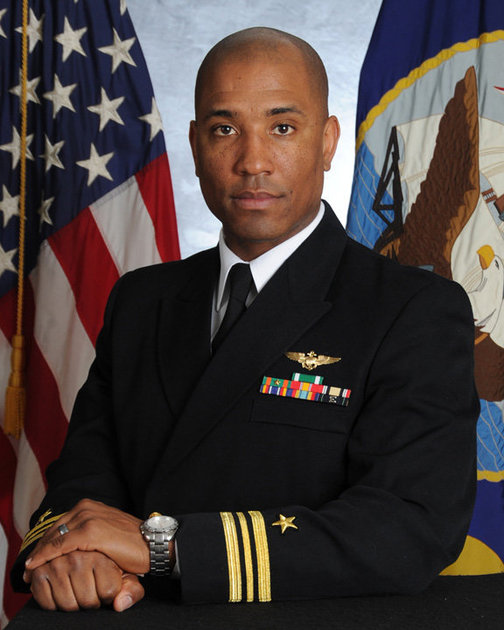
Лейтенант-коммандер
Гловер В. Д., 2013 год.

С января 1998 служил в ВМС США. Лётную подготовку проходил в Пенсаколе (штат Флорида) и Кингсвилле (штат Техас). 14 декабря 2002 года получил квалификацию пилота и так называемые «крылья пилота» ВМС США. Получил назначение в 101-ю эскадрилью боеготового пополнения Корпуса морской пехоты США на авиастанции Мирамар в Сан-Диего (штат Калифорния).
В 2003 году, после завершения программы подготовки на F/A-18C, был переведён в 34-ю истребительно-штурмовую эскадрилью «Синие разрушители» авиастанции ВМС Ошеана (штат Вирджиния). В том же году во время базирования эскадрильи на авианосце «Джон Кеннеди», принимал участие в операции «Иракская свобода». Совершил 24 боевых вылета.
В 2006—2007 годах году прошёл подготовку в Школе лётчиков-испытателей ВВС США. 9 июня 2007 года получил квалификацию лётчика-испытателя. Затем служил лётчиком-испытателем в 31-й испытательной эскадрильи «Пыльные вихри» в центре испытания вооружений авиации ВМС США Чайна Лейк, штат Калифорния. В качестве лётчика-испытателя летал на самолётах F/A-18 Hornet, Super Hornet и EA-18G Growler.
В 2007 году получил степень магистра по авиационной технике в Университете ВВС на авиабазе Эдвардс, штат Калифорния. В 2008 году присвоено звание лейтенант-коммандер ВМС. В 2009 году получил степень магистра наук по проектированию в аспирантуре ВМС, в 2010 году — степень магистра военного оперативного искусства в Командно-штабном колледже ВВС на авиабазе Максвелл, штат Алабама.
В 2010 году получил назначение в 195-ю истребительно-штурмовую эскадрилью на вспомогательной авиабазе ВМС США в Ацуги в Японии, где служил начальником службы.
С ноября 2012 года и до момента зачисления в отряд астронавтов НАСА служил представителем военно-морских сил в Конгрессе США. К моменту отбора в отряд астронавтов имел налёт свыше 2000 часов на 40 типах самолётов, выполнил более 400 посадок на палубу авианосца. В 2012 году вышла книга В. Гловера «Ответ: оружие, война и обратная связь» (Talking Back: Weapons, Warfare, and Feedback) о влиянии информационно-коммуникационных и вычислительных технологий на развитие системы, эксплуатации, обслуживания вооружения.

## Космическая подготовка
В мае 2008 года был включён в список 50 полуфиналистов для включения в число кандидатов 20 набора астронавтов НАСА.
17 июня 2013 года был зачислен в отряд астронавтов НАСА в составе 21-го набора НАСА в качестве кандидата в астронавты. В августе того же года приступил к прохождению курса базовой общекосмической подготовки. 9 июля 2015 года получил статус активного астронавта.
3 августа 2018 года на пресс-конференции в Космическом центре им. Джонсона в Хьюстоне было объявлено о включении Виктора Гловера вместе с Майклом Хопкинсом в экипаж первого эксплуатационного пилотируемого полёта частного многоразового космического корабля Dragon V2 компании SpaceX, Crew-1, который должен состояться в 2019 году.
С марта 2019 года проходил подготовку в ЦПК имени Ю. А. Гагарина, которая включает изучение системы российского сегмента (РС) МКС, тренировки по аварийным процедурам и действиям экипажа в случае аварий на РС МКС.

## Космический полёт
16 ноября 2020 года в 0:27 UTC Гловер вместе с астронавтами экспедиции Crew-1 М. Хопкинсом, Ш. Уокер, С. Ногути стартовал со стартового комплекса LC-39A Космического центра NASA имени Кеннеди на многоразовом космическом корабле Dragon V2. 17 ноября в 04:01 UTC корабль в автоматическом режиме состыковался с портом PMA-2 модуля «Гармония» МКС.
В ходе полёта В. Гловер совершил четыре выхода в открытый космос: три (27 января — 6 часов 56 минут, 1 февраля — 5 часов 20 минут, 13 марта — 6 часов 47 минут) вместе с астронавтом В. Гловером и один выход 28 февраля с астронавтом Кэтлин Рубинс, продолжительностью 7 часов 4 минуты. Общее время работы в открытом космосе составило более 27 часов. 5 апреля 2021 года в 10:30 UTC экипаж отстыковал корабль от переднего стыковочного узла  PMA-2 модуля «Гармония», и в 11:08 UTC вновь пристыковались корабль на зенитный стыковочный узел PMA-3 того же модуля.
2 мая 2021 года в 09:57 МСК капсула с экипажем корабля успешно приводнилась в Мексиканском заливе недалеко от города Панама-Сити (штат Флорида).

## Подготовка к полёту на Луну
3 апреля 2023 года НАСА объявило имена экипажа миссии «Artemis 2» для полёта на Луну в апреле 2026 года, где Виктор Гловер был назван в качестве пилота экипажа.
Статистика
| # | Стартовый корабль    | Старт, UTC        | Экспедиция        | Корабль посадки      | Посадка, UTC | Налёт                       | Выходы в открытый космос | Время в открытом космосе |
| - | -------------------- | ----------------- | ----------------- | -------------------- | ------------ | --------------------------- | ------------------------ | ------------------------ |
| 1 | SpaceX Dragon 2 C207 | 16.11.2020, 00:27 | Crew-1, МКС-64/65 | SpaceX Dragon 2 C207 | 02.05.2021   | 167 суток 06 часов 29 минут | 4                        | 27 часов 04 минуты       |

## Семья
Виктор Гловер женат на Дионне Гловер (Одон). В семье четыре дочери: Дженезис, Майя, Джоэ, Коринн.

## Награды
- Navy Commendation Medal
- две Navy Achievement Medal
- Marine Corps Achievement Medal
- медаль «За участие в глобальной войне с терроризмом»
- Медаль «За Иракскую кампанию»[1][3].